# Kanton Saint-Sauveur-le-Vicomte
Kanton Saint-Sauveur-le-Vicomte (francouzsky Canton de Saint-Sauveur-le-Vicomte) byl francouzský kanton v departementu Manche v regionu Dolní Normandie. Tvořilo ho 12 obcí. Zrušen byl po reformě kantonů 2014.

## Obce kantonu
- Besneville
- Biniville
- La Bonneville
- Catteville
- Colomby
- Crosville-sur-Douve
- Étienville
- Golleville
- Hautteville-Bocage
- Les Moitiers-en-Bauptois
- Néhou
- Neuville-en-Beaumont
- Orglandes
- Rauville-la-Place
- Reigneville-Bocage
- Sainte-Colombe
- Saint-Jacques-de-Néhou
- Saint-Sauveur-le-Vicomte
- Taillepied